# Voice of Hallelujah
『Voice of Hallelujah』は、1995年10月25日にワーナーミュージック・ジャパンからリリースされた、奥井亜紀のサードアルバム。

## 解説
- テレビアニメーション『魔法陣グルグル』のエンディングテーマ「Wind Climbing〜風にあそばれて〜」に続くヒットとなった「晴れてハレルヤ」の「ハレルヤ」と「歌声」を合わせたタイトルとなっている。
- 「晴れてハレルヤ」はアルバム・バージョンで収録されている。
- 前回のアルバムよりわずか7ヶ月という短さでリリースされたため、大村雅朗から「わずか1年の間に2枚もアルバムなんか作ってどうするんだ！」とお叱り（実際には、「実力はあるんだから、もうちょっと作り込めば、よりよいアルバムが作れるだろう？」という大村雅朗なりの励ましだったと、後に奥井亜紀は語る）を受けた。[1]
- 歌詞カードの最後のページには、奥井亜紀直筆のメッセージと写真が掲載されている。
- 現在では生産中止になっているため、入手するのが困難な作品である。

## キャッチコピー
胸に浸みこむ、天使の歌声

## 収録曲
1. allelujah
2. つよくなりたい
3. Lovin' you
4. 勇気の鐘〜晴れてハレルヤ II〜
5. ゆきうさぎ
6. friends
7. 晴れてハレルヤ (Album Version)
8. The Day After
9. 夢の帆船
シングル「ゆきうさぎ」のカップリング曲。
10. Tagtea
11. pray snow

- 作詞・作曲 ： 奥井亜紀
- 作詞 ： 奥井亜紀＆西東レモン（M-1・4・10・11）
- 作曲 ： 小野寺明敏（M-10）
- 編曲 ： 小野寺明敏（M-4・7・8・9・10）、大村雅朗（M-2・5・6）、大島ミチル（M-3・11）、田村誠（M-1）

## 参加ミュージシャン
- 小野寺明敏
- 大村雅朗
- 西東レモン
- 大島ミチル
- 田村誠